# Eugène Goblet d'Alviella

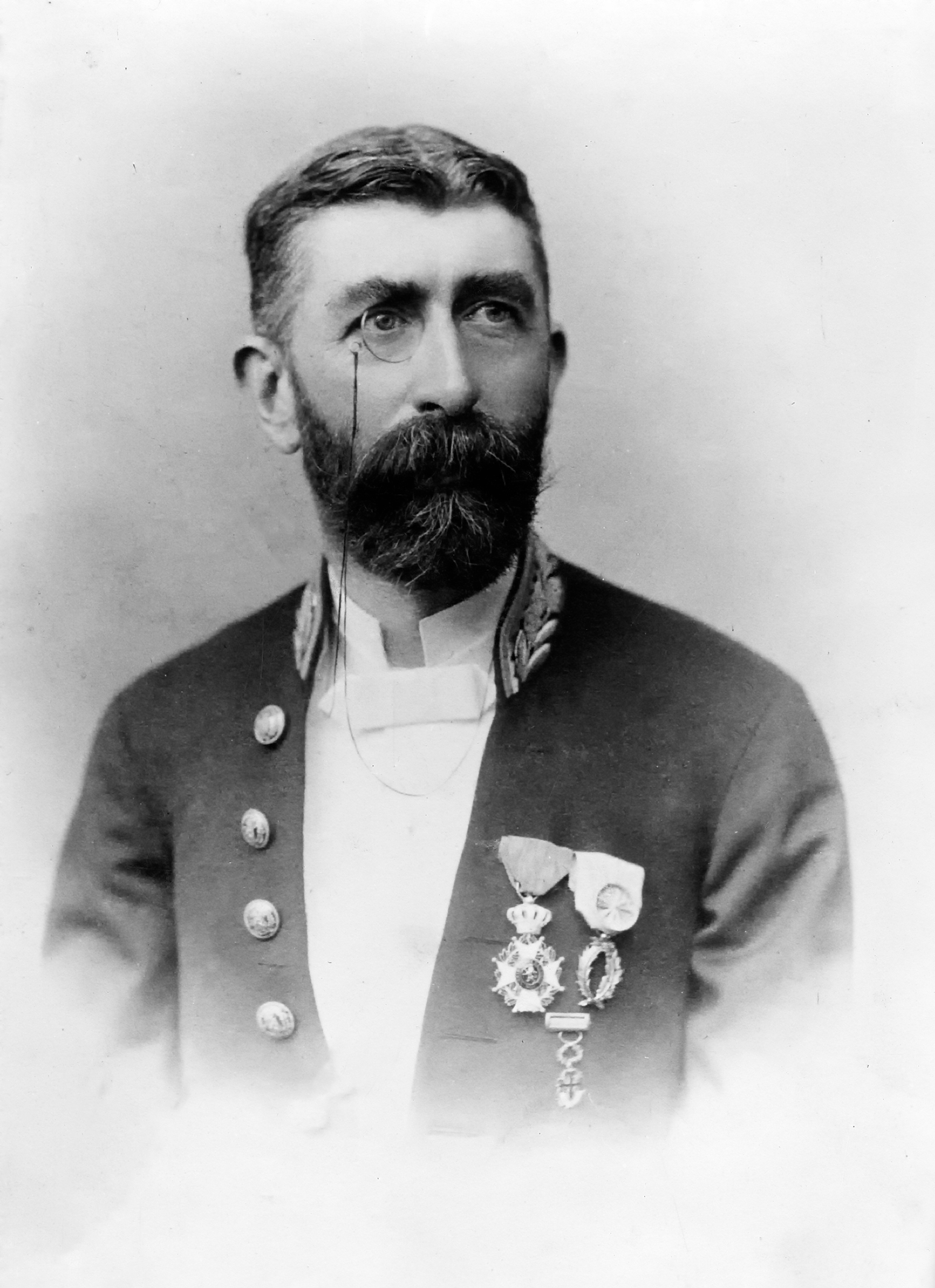
Eugène Goblet d'Alviella

Eugène Félicien Albert graaf Goblet d'Alviella (Brussel, 10 augustus 1846 - Elsene, 9 september 1925) was een Belgisch liberaal politicus en minister.

## Levensloop
Graaf Goblet, lid van de familie Goblet d'Alviella, was de enige zoon van Louis Goblet d'Alviella en van gravin Coralie d'Auxy de Neufville. Hij trouwde met de Amerikaanse Margaret Packard (1857-1946) en ze kregen een zoon en een dochter.
Hij promoveerde tot doctor in de rechten, in de letteren en wijsbegeerte en in de administratieve en politieke wetenschappen. Hij was hoogleraar aan de ULB en rector magnificus (1896-1898) aldaar.
Goblet volgde eveneens een parlementaire loopbaan: van 1878 tot 1884 zetelde hij voor de Liberale Partij namens het arrondissement Brussel in de Kamer van volksvertegenwoordigers, waarna hij van 1892 tot 1894 voor hetzelfde arrondissement in de Belgische Senaat zetelde. Van 1900 tot enkele maanden voor zijn overlijden zetelde hij opnieuw in de Senaat: van 1900 tot 1921 als provinciaal senator voor Brabant en van 1921 tot 1925 als gecoöpteerd senator. Van 1916 tot 1918 was hij bovendien minister Zonder Portefeuille en op 4 augustus 1914 werd hij benoemd tot Minister van Staat.
Hij was tevens een actief vrijmetselaar, grootmeester van het Grootoosten van België en grootcommandeur van de Opperraad van de Aloude en Aangenomen Schotse Ritus van België. Hij kreeg internationale erkenning vanwege zijn boeken met betrekking tot vrijmetselaarssymboliek.